# Calohippus
Calohippus is een geslacht van rechtvleugeligen uit de familie veldsprinkhanen (Acrididae). De wetenschappelijke naam van dit geslacht is voor het eerst geldig gepubliceerd in 1978 door Descamps.

## Soorten
Het geslacht Calohippus omvat de volgende soorten:
- Calohippus arboreus Descamps, 1977
- Calohippus callosus Descamps, 1977